# 嫁ブロック
嫁ブロック（よめ―）とは既婚男性の転職や起業に関して妻が反対することを指す言葉。

## 概要
元々は企業の採用担当者が使っていた業界用語であった。転職市場の拡大により、一般にも知られるようになった。
転職サイトを運営するリブセンスが2015年11月に公表した20代から30代までの既婚男性会社員に対する調査によると、妻の反対によって希望企業への転職活動を断念したり内定を辞退した人は32％に上った。人材サービスのエル・ジャパンが2018年6月に自社サイトで転職志望の35歳以上の男性に行った調査では「46％が転職を家族に反対された経験があり、そのうち51％が内定を辞退した」「反対した家族で大半を占めたのは妻で76%」であった。これらの調査によると、妻の反対理由として「年収が下がる」「勤務地が遠い」「大手企業という肩書が無くなる」「残業が多そう」「現職の福利厚生が充実している」があった。また、「大手企業という肩書が無くなる」についてはママ友との交際関係において「大手企業勤務」という夫の肩書が1つのステータスになっている事情もあるという。
夫婦問題カウンセラーの岡野あつこによると、「家計を預かる妻としては大黒柱である夫が転職するとなれば、妻が心配するのは当然のこと」「夫に大きな会社に定年まで勤めてもらい安定した生活を送りたい」「女性は妻になり、母になれば子供を守り、家庭を守り、生活を守ろうとし、真面目で一生懸命な女性ほど、これからの生活に不安を感じて嫁ブロックをする」「嫁ブロックは夫に理解がないとか、先を見越す力がないから発動するのではない」「転職や独立を打ち明けた妻に感情的に反対されたために、妻に相談せずに黙って夫が転職や独立を決めてしまい、それがきっかけに離婚になる夫婦も少なくない」としている。
ニッセイ基礎研究所の主任研究員は嫁ブロックについて「働く女性が増えた30～40代は家庭での妻の発言力が均等化してきた可能性がある」と分析した上で、「妻が夫の収入減を理由に転職に反対するのは、家計が男性の収入に依存している現状を示し、女性に対する就労支援が不十分であることの裏返し」と指摘している。